# Cantó de Perpinyà-9
El cantó de Perpinyà-9 era una divisió administrativa francesa, situada a la Catalunya del Nord, al departament dels Pirineus Orientals. Va desaparèixer arran de la redistribució de municipis en els cantons a la Catalunya Nord.

## Composició
El cantó de Perpinyà-9 està format per una part de la ciutat de Perpinyà (capital del cantó) que aplega els barris de
- Mas Donat
- Baix Vernet
- Clodió-Torcatís
- Rudaire

## Creació
El cantó de Perpinyà-9 fou creat en 1982 (decret n. 82-84 de 25 de gener de 1982) per la divisió del cantó de Perpignan-I: el Baix Vernet esdevingué el cantó de Perpinyà-9 mentre que l'Alt Vernet esdevenia el Perpinyà-1.
La part del territori de la comuna de Perpinyà és determinada a l'oest pels límits amb el municipi de Sant Esteve del Monestir al nord pel rierol del Gran Viver, l'avinguda del Mariscal Joffre, el carreró d'Aimé Giral, l'avinguda de Paul Gauguin i de nou el rierol del Gran Viver, a l'est pel límit de la ciutat de Bonpàs i al sud pel riu Tet.

## Desaparició
Aquest cantó desapareix i els districtes que el formaven passen a formar part del nou Cantó de Perpinyà-1, remodelat aquest any.

## Consellers generals
| Data d'elecció | Identitat            | Partit | Qualitat                                                     |
| -------------- | -------------------- | ------ | ------------------------------------------------------------ |
| 1982-1998      | Alain Marti          | RPR    |                                                              |
| 1998-2004      | Nicole Gaspon        | PCF    |                                                              |
| 2004-2011      | Serge Fa             | UMP    | adjunt al maire de Perpinyà de 2001 a 2013                   |
| 2011 - 2015    | Toussainte Calabrese | PS     | Advocat, diputat (1997-2002) conseller municipal de Perpinyà |